# 笛木将也
笛木 将也（ふえき まさや、2月27日 - ）は、日本の元男性声優。東京都出身。以前は大沢事務所、トリトリオフィスに所属していた。具体的な時期は不明だが既に引退している。

## 出演作品

### テレビアニメ
2006年
- ふたりはプリキュア Splash Star（ニギニギ）

### ゲーム
2005年
- Sudeki 〜千年の暁の物語（兵士）

2008年
- 11eyes -罪と罰と贖いの少女-

### ドラマCD
- Vie Durant（馨）